# Абдуразаков, Шавкатжон Шокирджанович
Шавкатжон Шокирджанович Абдуразаков (узб. Shavkatjon Shokirdjanovich Abdurazakov; род. в 1976 году, Наманган, Узбекская ССР, СССР) — узбекский государственный деятель. С 2015 по 2017 год являлся хокимом Наманганского района, а с июля 2017 года хокимом Намангана. С 5 марта по 25 сентября 2020 года возглавлял Государственный комитет по экологии и охране окружающей среды. С 25 декабря 2020 года утвержден исполняющим обязанности хокима Наманганской области.

## Биография
Шавкатжон Шокирджанович Абдуразаков родился в 1976 году в Намангане. В 1998 году окончил Наманганский инженерно-технологический институт, а в 2006 году — Академию государственного и общественного строительства.
С 2015 по 2017 год являлся хокимом Наманганского района, а с июля 2017 года хокимом Намангана и заведующим информационно-аналитического департамента Кабинета Министров по вопросам сельского и водного хозяйства, переработки сельскохозяйственной продукции и потребительских товаров.
В марте 2020 года возглавил Государственный комитет по экологии и охране окружающей среды.
С 25 сентября 2020 года утвержден исполняющим обязанности хокима Наманганской области.